# Strzepcz (jezioro)
Strzepcz (kaszb. Jezoro Strzépcz) – płytkie jezioro rynnowe na Pojezierzu Kaszubskim, w gminie Linia, w powiecie wejherowskim (województwo pomorskie). Wody jeziora nie są obciążone ściekami agrarnymi i biologicznymi. Ogólna powierzchnia: 37,05 ha, maksymalna głębokość: 4 m.
W jeziorze żyją m.in. sandacz, szczupak, lin, leszcz, okoń, węgorz, płoć, karaś i wzdręga.